# Abdicación de Pedro I de Brasil
La abdicación del emperador Pedro I de Brasil tuvo lugar el 7 de abril de 1831 y fue realizada en favor de su hijo Pedro de Alcântara, futuro emperador Pedro II. El acto marcó el fin del Primer Reinado y el inicio del periodo de regencia en Brasil.

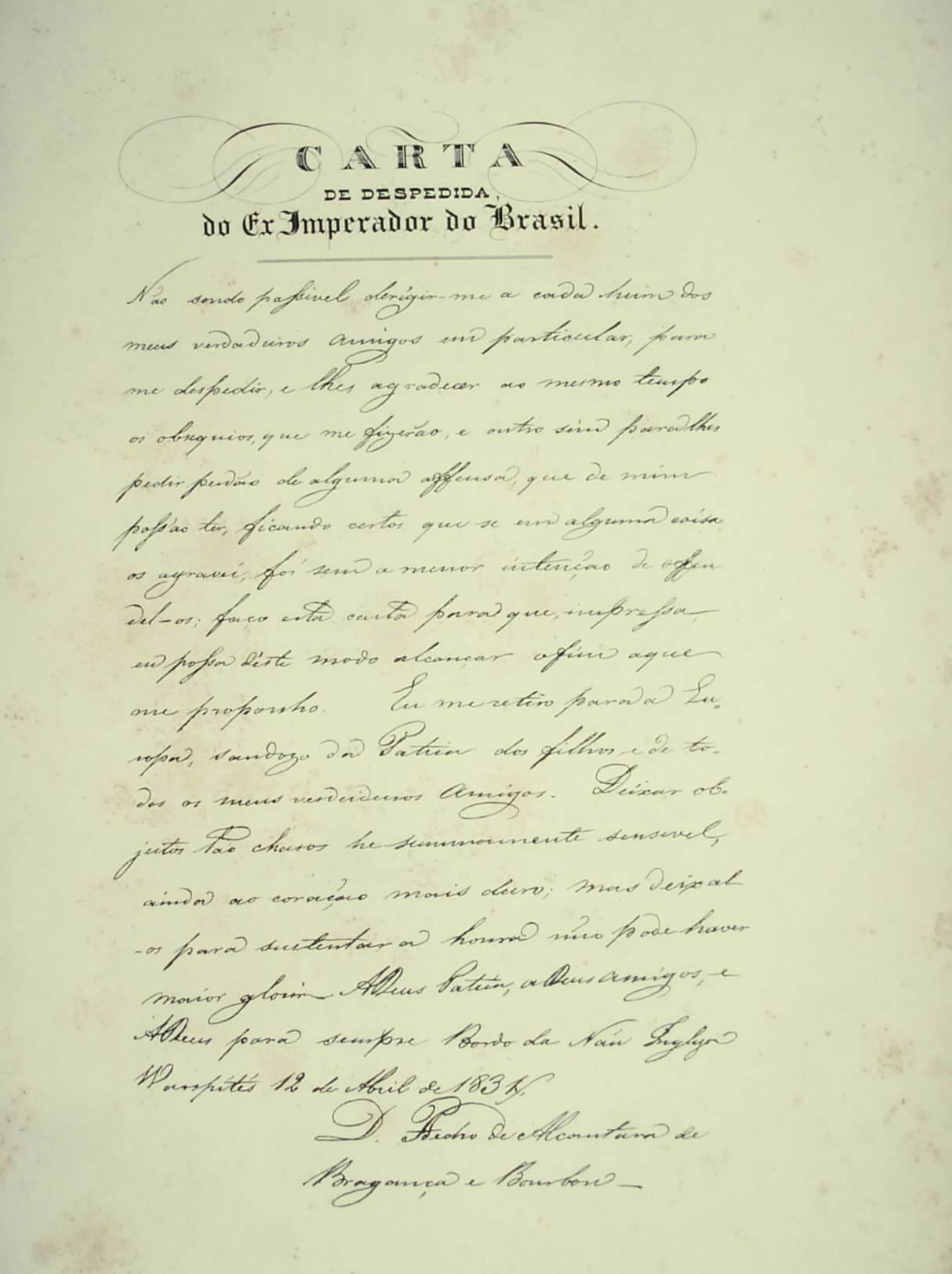
Además del documento de abdicación, el emperador también escribió una carta de despedida.

## Contexto histórico
La estructura construida durante la Independencia llevó a la organización de un sistema político centralizado que hacía que los municipios sean dependientes de las provincias y a estas dependientes del poder central. Asimismo adoptó un sistema de elecciones indirectas basado en el voto calificado (censitario), excluyendo a la mayoría de la población del proceso electoral. Se disputaban ávidamente los títulos nobiliarios y se monopolizaban los cargos en la cámara, el senado, el consejo de estado y los ministerios.
Este Consejo de Estado puso en práctica el poder moderador instituido por Pedro I al disolver la Asamblea Constituyente. Estuvo formado por miembros vitalicios nombrados por el monarca, en número no superior a diez. Su función era ser oído en todos los negocios graves y medidas generales de la administración pública, especialmente sobre declaración de guerra, arreglo de paz, negociaciones con naciones extranjeras, así como en todas las ocasiones en que el emperador se propusiera ejercer alguna de las atribuciones del Poder Moderador.
En 1830 en Francia, un levantamiento liberal depuso al rey Carlos X e influyó en otros países con ideas liberales. En Brasil aparecieron periódicos como la Aurora Fluminense en Río de Janeiro que se oponían fuertemente al ministerio conservador impuesto por Pedro I.
Evaristo da Veiga escribió en Aurora: "Si la voluntad del pueblo es dominada por el terror, nuestra libertad será necesariamente reducida a una mera sombra". En São Paulo Libero Badaró dirigía el periódico O Observador Constitucional donde protestaba contra las autoridades, muchas de las cuales seguían siendo portuguesas. Badaró, periodista italiano residente en Brasil, fue asesinado en una emboscada, causando una profunda impresión en la opinión pública.
Buscando minimizar los ánimos liberales, el emperador emprendió un viaje a Minas Gerais para atender una agitación liderada por Bernardo Pereira de Vasconcelos pero fue recibido con frialdad.

### La noche de las botellas
Cuando regresó a la corte el 11 de marzo, el emperador ya estaba considerando la posibilidad de abdicar. Los portugueses locales, así como los miembros de la corte del Reino de Portugal, celebraron una manifestación en su apoyo con luminarias, enfrentándose a los nacionales que atacaron al emperador con gritos de "Viva a Constituição" o "Viva Dom Pedro II", en lo que pasó a la historia como la Noche de las Botellas. El conflicto duró tres días y generó más fricciones entre los nativistas y los portugueses.

### Últimos momentos de Pedro I como emperador
Con la capital en gran agitación, Dom Pedro destituye al gabinete y convoca uno nuevo. Este nuevo gabinete, sin embargo, causa irritación entre la población que ya tenía un fuerte sentimiento antilusitano, debido al hecho de que había dos portugueses en el gabinete. Así, los líderes de los movimientos liberales y nativistas convocaron al pueblo a las calles. El Campo de Aclamação fue elegido como lugar de reunión por su proximidad a periódicos de la oposición, como O Repúblico. El pueblo exigió el regreso del equipo anterior. Cuando esta demanda popular fue comunicada al emperador, a través de una delegación de jueces parroquiales, éste respondió que haré todo para el pueblo, pero nada por el pueblo. Esta frase puede causar confusión a quien la lea sin conocer el contexto en el que fue dicha. Según el monarca, era su derecho, garantizado por la constitución, nombrar a los ministros y que si accedía a la petición del pueblo dejaría de ser el defensor de la voluntad de la nación y se convertiría en un instrumento orquestado por la mayoría. Así, defendería los intereses del pueblo pero no sería un instrumento de ellos.
Las tropas se unieron al movimiento dejando al monarca sin el apoyo de las armas. En un último intento de componer un nuevo gabinete, esta vez acorde con los deseos populares, buscó al senador Vergueiro pero no lo pudo ubicar.

## Abdicación y partida
"En uso del derecho que me concede la Constitución, declaro que he abdicado muy voluntariamente en la persona de mi muy amado y querido hijo D. Pedro de Alcântara.
Boa Vista, 7 de abril de mil ochocientos treinta y uno, décimo de la Independencia y del Imperio."
Pedro

Después de escribir su abdicación, el ya ex emperador entregó el papel de renuncia al mismo mayor Miguel de Frías e Vasconcelos comandante de la Fortaleza de São José da Ilha das Cobras) que había venido a contarle el estado de ánimo de las tropas y del pueblo diciéndole, con los ojos llorosos: "¡Aquí está mi abdicación! ¡Os deseo felicidad! Me retiro a Europa y dejo un país que he amado y sigo amando". Eran las dos de la madrugada del 7 de abril de 1831.

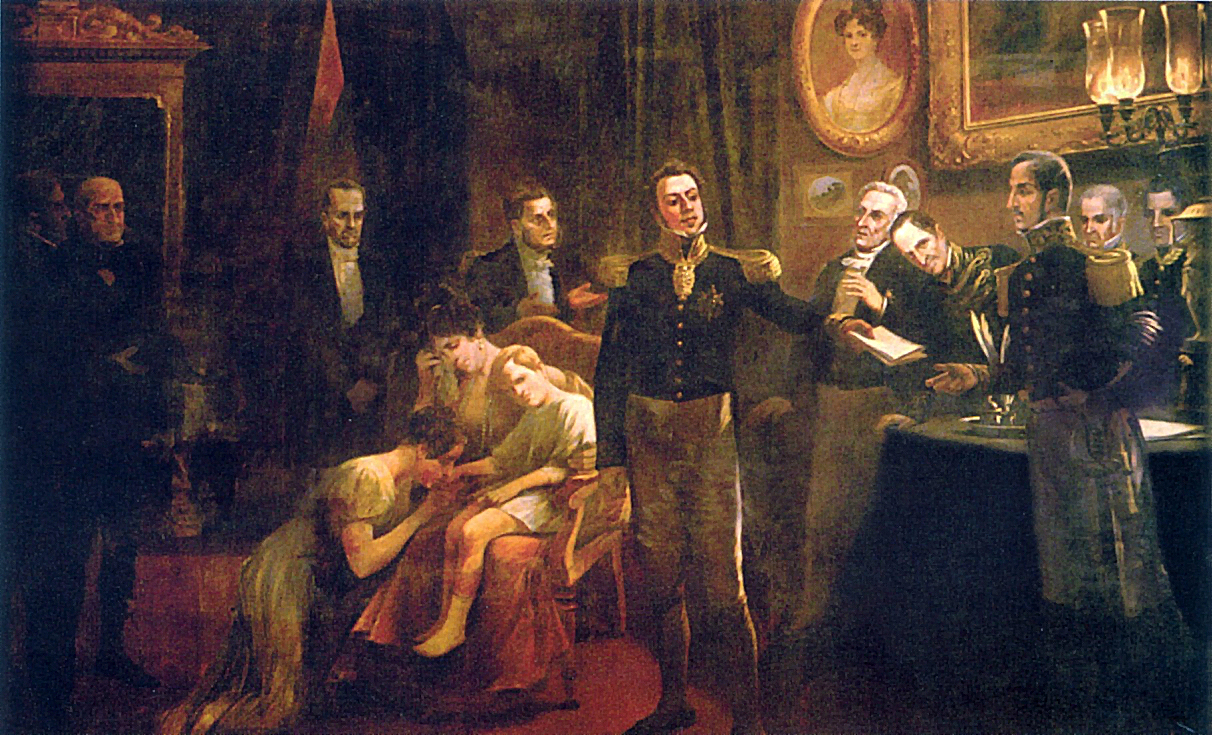
Pedro I entrega la carta al comandante Frías

Viriato Correia hizo la siguiente descripción de los momentos que siguieron:

Las crónicas de la época pintan de forma conmovedora el momento en que Pedro I, tras su abdicación, fue a despedirse de su hijo el emperador. Era de noche. El niño monarca duerme plácidamente en su cama infantil. Pedro entra en la habitación y se detiene junto al niño. No tiene valor para despertarlo. Se queda mirándole largo rato. Se le llenan los ojos de lágrimas. Los sollozos le ahogan la garganta y él, temiendo esa debilidad, sale de la habitación, secándose los ojos.

En la mañana del mismo día, el ex emperador embarcó en el navío inglés Warspite acompañado por la emperatriz Amelia y su hija María dejando en Brasil, además de Pedro II (de 5 años), a las niñas Genara (de nueve años), Paula (de ocho años) y Francisca (de siete años), hijas de su primer matrimonio. Amelia estaba entonces embarazada de tres meses.

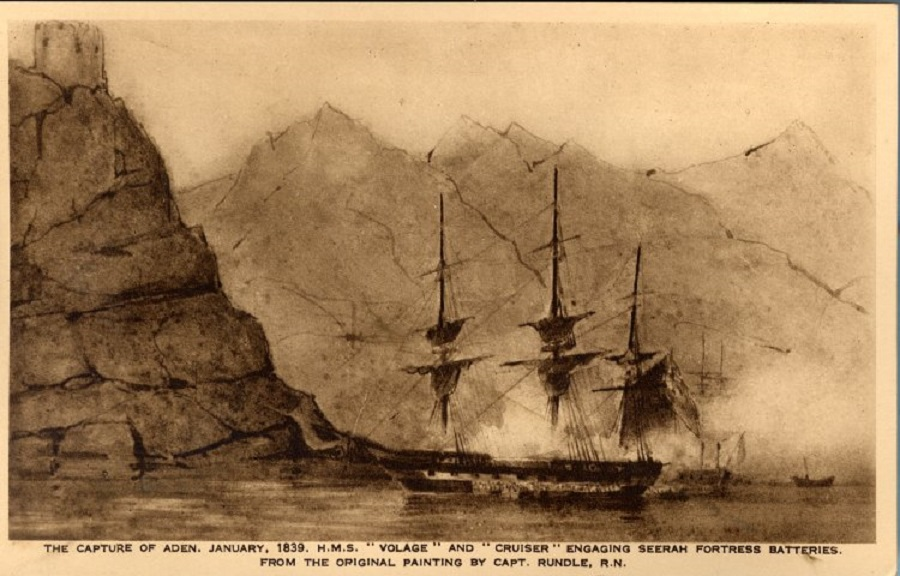
La fragata Volage, que llevó a Pedro I y a Amelia de vuelta a Europa en 1831. Grabado del buque en la toma de Adén, en Yemen, en 1839.

El barco inglés, sin embargo, no partió hacia Europa. Pocos días después de embarcar, el ex monarca se trasladó con su esposa a la fragata Volage, mientras que doña María le siguió en la corbeta francesa La Seine, partiendo ambas hacia Europa. Como tutor del futuro emperador, el monarca dejó a José Bonifácio, con quien se había reconciliado poco antes.

## Consecuencias
En Europa, Pedro libró una lucha contra su hermano, Miguel, con el fin de asegurar la sucesión de su hija María en el trono portugués. En Brasil, dada la minoría de edad de Pedro II, se inició el agitado e importante periodo de regencia.